# Slavkovi nyilatkozat
A slavkovi nyilatkozat Ausztria szövetségi kancellárja (Werner Faymann), valamint Csehország és Szlovákia miniszterelnökei (Bohuslav Sobotka, Robert Fico) által a dél-morvaországi Slavkov (történelmi nevén Austerlitz) városában található Austerlitz kastélyban 2015. január 29-én aláírt háromoldalú együttműködési nyilatkozat. Az aláíró országokat a sajtó gyakran „slavkovi hármak” névvel illeti.
A  slavkovi  palotában (Slavkov u Brna, történelmi nevén Austerlitz) aláírt nyilatkozat infrastrukturális, közlekedési, energiabiztonsági kérdésekkel, ifjúsági foglalkoztatással, határokon átnyúló kapcsolatokkal, az európai integráció társadalmi dimenzióival és az Európai Unió szomszédsági kapcsolataival foglalkozik. Az aláírók elhatározása szerint évente találkozni fognak, a 2016-os csúcsot Szlovákiában tartják. A munkát háromoldalú, valószínűleg külügyminiszter-helyettesi szintű munkacsoport hangolja majd össze.
Az aláírók hangsúlyozták, hogy a „slavkovi háromszög” nem a Visegrádi négyek (V4) konkurenciájaként jött létre. 
A varsói Lengyel Külügyi Intézet (PISM) elemzése szerint azonban az új fórum akcióterve, az Európai Tanács ülései előtti konzultációkkal, olyan széles körű, hogy a V4-es együttműködés megkettőződésének is tekinthető. A „slavkovi háromszög” lehet egy, az infrastrukturális és energetikai kapcsolatok javításán fáradozó lokális platform, az Európai Unióban a baloldali gazdasági doktrína érvényesítésére törekvő projekt, vagy akár egy oroszbarát „élcsapat” is.

## Története
A háromoldalú együttműködés cseh-osztrák közeledéssel kezdődött, amelynek jelképes nyitánya Bohuslav Sobotka cseh miniszterelnök 2014. júniusi bécsi látogatása volt. Ezt Werner Faymann osztrák kancellár egy hónappal később viszonozta Prágában. Tárgyalásaikat a két ország magas rangú illetékeseinek egész sor tárgyalása követte. 2014 második félévében Sobotka többször találkozott Robert Fico szlovák miniszterelnökkel is, akinek felajánlotta, hogy csatlakozzon a fórumhoz.
A slavkovi nyilatkozat kidolgozója Petr Drulák politológus, cseh külügyminiszter-helyettes, a prágai Institute of International Relations (IIR), a külügyminisztérium által alapított elemző központ volt igazgatója, aki régóta „új nyitást” szorgalmaz a Csehország déli szomszédaival fennálló viszonyban. Bár ez a végül aláírt nyilatkozatban nem fogalmazódott meg, Drulák elgondolása szerint a szorosabb cseh-osztrák együttműködés fokozatosan kiterjeszthető lenne más országokra, például Szlovéniára és Horvátországra is – ezzel növelve Prága befolyását a Nyugat-Balkánon, amit geopolitikai, történelmi, kereskedelmi és társadalmi okokból a cseh külpolitika prioritásként kezel.
- Werner Faymann
- Bohuslav Sobotka
- Robert Fico